# آن ویستون اسپیرن
آن ویستون اسپیرن نویسنده، عکاس و معمار منظر آمریکایی است که در کارش به دنبال رواج فضاهای اجتماع-محوری است که عملکردی، پایدار، پرمعنا و هنرمندانه هستند. او استاد معماری منظر و برنامه‌ریزی دپارتمان مطالعات شهری دانشگاه مؤسسه فناوری ماساچوست است.او در سال ۲۰۰۱ جایزه عالم بین‌المللی را از آن خود کرد.

## تحصیلات
او در سال ۱۹۶۹ از کالج رادکلیف در رشته تاریخ هنر فارغ‌التحصیل شد و سپس به دانشگاه پنسیلوانیا رفت و تا سال ۱۹۷۴ در آنجا معماری منظر خواند.

## دوره کاری
بعد از فارغ‌التحصیلی از دانشگاه پنسیلوانیا تا سال ۱۹۷۷ در دفتر شخصی خودش در فیلادلفیا به کار پرداخت. از ۱۹۷۷ تا ۱۹۷۸به ماساچوست رفت تا در دفتر روی مان کار کند. سپس در سال ۱۹۷۹ در دانشگاه هاروارد به عنوان استاد معماری منظر مشغول به کار شد و تا سال ۱۹۸۶ در آنجا ماند. در این سال هاروارد را ترک کرد تا رئیس دپارتمان برنامه‌ریزی و طراحی منظر دانشگاه پنسیلوانیا شود. او تا سال ۲۰۰۰ همین‌جا ماند و بعدتر به مؤسسه فناوری ماساچوست پیوست.

## کتابها
- Spirn, Anne Whiston (1984-01-01). The Granite Garden: Urban Nature and Human Design (به انگلیسی). New York: Basic Books. ISBN 0-465-02699-0. The book received the 1984 American Society of Landscape Architects (ASLA) President’s Award of Excellence.[۵][۶]
- Spirn, Anne Whiston (2000-01-01). The Language of Landscape (به انگلیسی). New Haven; London: Yale University Press. ISBN 0-300-08294-0. OCLC 43879910.
- Spirn, Anne Whiston (2009). Daring to Look: Dorothea Lange's Photographs and Reports from the Field (به انگلیسی). University of Chicago Press. ISBN 978-0-226-76985-1. OCLC 173243862. (received the 2011 ASLA Honor Award)[۶][۷]
- Spirn, Anne Whiston (2014). The Eye Is a Door: Landscape, Photography, and the Art of Discovery. Wolf Tree Press. ISBN 978-1-941642-00-9.